# Weird (песня)
«Weird» — песня американской группы Hanson с их дебютного альбома Middle of Nowhere (1997). Кроме того, в марте следующего, 1998 года она была издана отдельным синглом. (Это был четвёртый сингл из пяти, что в итоге были выпущены с этого альбома.)
В США песня не попала в «Горячую сотню» журнала «Билборд» (Billboard Hot 100). В Великобритании же сингл с ней достиг 19 места в национальном чарте (UK Singles Chart), став для группы четвёртым синглом в британской первой двадцатке подряд. Также, в частности, песня достигла 12 места в Австралии и 21-го в Швеции.

## Видеоклип
Режиссёр видеоклипа к песне «Weird» — известный американский кинорежиссёр Гас Ван Сент.
Вращающаяся комната была построена тем же Томом Фоденом, что сконструировал и построил космический корабль для видеоклипа «Scream» (1995) Майкла Джексона и Джанет Джексон.

## История создания и сюжет
Песня была написана братьями Хэнсон в соавторстве с известным сонгратером Дезмондом Чайлдом. Что интересно, Чайлд, написавший множество хитов (для таких звёзд, как Kiss, Bon Jovi и Aerosmith, Элис Купер и Рики Мартин), однажды сказал, что из всех написанных им песен именно эта самая любимая. Сайт Songfacts рассказывает:
|  | На церемонии приёма в Зал славы авторов песен Дезмонд Чайлд был одним из тех, кого [на этот раз туда] принимали. Когда его стали упрашивать, автор «Dude (Looks Like a Lady)» [группы] Aerosmith и «Livin’ on a Prayer» [группы] Bon Jovi признался, что из всех вещей, что он когда-либо написал, его любимой была «песня, что я написал с [группой] Hanson, которая называется «Weird», потому что она о том, как чувствуешь себя не таким, как другие, и я рос в бедности, рос латиноамериканцем, рос геем, и теперь я толстый!» |